# Salvatore Monosilio
Salvatore Monosilio (* 30. Mai 1715 in Messina; † 6. Oktober 1776 in Rom) war ein italienischer Maler.

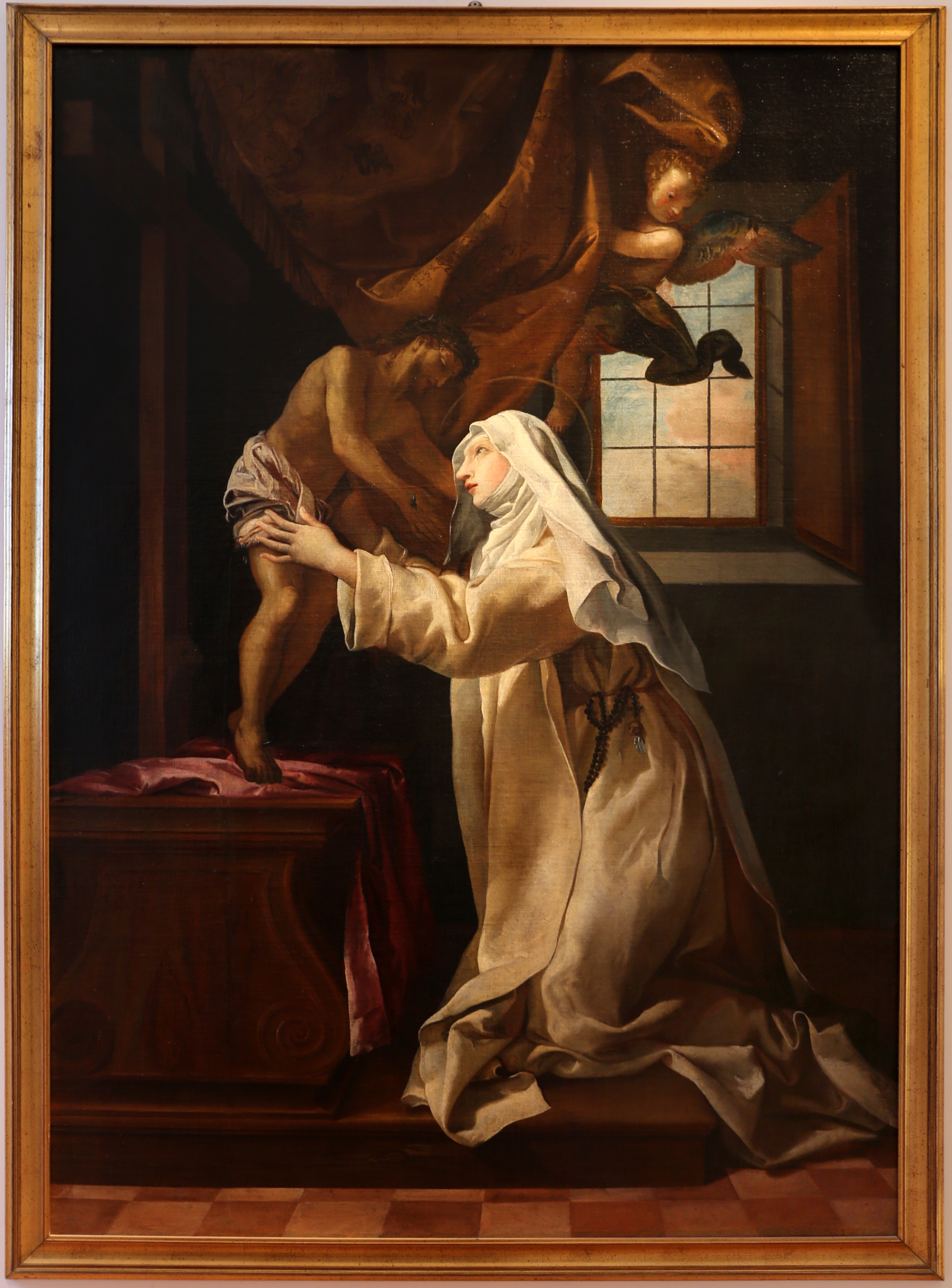
Das Wunder der heiligen Katharina von Ricci

## Leben
Er wurde in Messina geboren und erhielt seine erste Ausbildung in der Werkstatt von Litterio Paladini. Danach zog er nach Rom, um Schüler von Sebastiano Conca zu werden. In der Ewigen Stadt malte er Fresken, die mit der Glorie der Heiligen Anna in den Gewölben der gleichnamigen Kapelle in der Kirche San Paolo alla Regola ihren Höhepunkt finden.
Im Jahr 1746 fertigte er einige Gemälde anlässlich der Heiligsprechung von Caterina de’ Ricci im Auftrag des Dominikanerordens an. Danach erhielt er häufig Aufträge bei Selig- und Heiligsprechungen.
Für das Collegio Nuovo Calasanzio malte er ein Bild der Hl. Joseph von Calasanza empfängt die Stigmata und um 1747 das Bild des Hl. Paschalis Baylon für die dritte Kapelle der Kirche Santi Quaranta Martiri e San Pasquale Baylon. Im Auftrag von Papst Benedikt XIV. restaurierte er einige Papst-Porträts in den vatikanischen Sammlungen, insbesondere im Gebälk der Basilika Sankt Paul vor den Mauern unter der Leitung des Kanonikers Giovanni Marangoni.
Nach Messina schickte er 2 Gemälde für das Jesuitenkolleg und eine Darstellung des Titularheiligen für die Kirche Sant’Andrea Avellino. Die meisten seiner Werke wurden von Michele Sorello gestochen.
- 1744, Mitglied der Congregazione dei Virtuosi al Pantheon.
- 1762, Mitglied der Accademia di San Luca.

## Werke
- ca. 1740, Himmelfahrt und Bekehrung des Heiligen Paulus, gemalt auf dem dritten Altar rechts und dem dritten Altar links in der zerstörten Kirche Santissima Trinità della Missione in Montecitorio, einem Gotteshaus, das zwischen 1739 und 1743 vollständig erneuert wurde. Zusammen mit anderen Altarbildern aus der Kirche befinden sich die Gemälde heute im Pontificio Collegio Leoniano im Stadtteil Prati di Castello, Rom
- ca. 1740, Dreifaltigkeit für die Kirche der Lazaristen am Pontificio Collegio Leoniano in Prati di Castello, Rom
- ca. 1737, Madonna mit Kind und Hl. Josef und Hl. Vinzenz von Paul, Noviziat der Lazaristen in der Kirche Santissima Trinità della Missione in Montecitorio, Rom
- 1761, Konstantin befiehlt die Zerstörung der Götzen, signiertes und datiertes Werk, Teil der Sammlungen der Accademia di San Luca
- ca. 1764, Madonna mit Kind mit Hl. Franz von Sales und Hl. Thomas von Villanova, Gemälde in der Kirche Santa Lucia del Gonfalone in Rom
- 1767, Johannes von Krakau, Gemälde in der Kirche Santo Stanislao dei Polacchi, Rom[1]
- 1767, Giovanna de Chantal, Prozessionsbanner in der Kirche Santo Stanislao dei Polacchi, Rom[1]
- 1767, Massaker an den Unschuldigen und Hl. Andreas, Gemälde in der Wawel-Kathedrale, Krakau
- 1772 und 1775, vorbereitete Kartons für die Mosaike in der Cappella Gregoriana im Petersdom, Rom
- 18. Jh., dokumentierte Gemälde der Kirche Gesù e Maria delle Trombe,[7] darunter Ansprache Jesu im Garten, schlechter Zustand, heute im Museo Regionale di Messina
- 18. Jh., Hl. Andrea Avellino, Gemälde dokumentiert in der Kirche Sant’Andrea Avellino, Messina[8]
- 18. Jh., Hl. Rochus, Hl. Atanasius, Hl. Antonius von Padua, Hl. Sebastian, Auftrag für 7 Gemälde auf Leinwand, von denen sich 4 im Querschiff der Kirche San Pietro di Vicovaro befinden
- 18. Jh., Christus vertraut dem Petrus seine Herde an, Altarbild des Hochaltars der Kirche San Pietro in Vicovaro
- 18. Jh., Ewiger Vater, ovales Gemälde, einziges Werk eines größeren Auftrags, Tempietto di San Giacomo di Vicovaro
- 18. Jh., Hl. Barnabas mit Hl. Antonius der Große, Telesphorus und Timburzius Gemälde, dokumentiert in der Kirche San Barnaba e San Tommaso in San Ginesio[1]
- 18. Jh., Predigt des Hl. Bernhard und zugehörige Skizze, die in den Beständen der Arciconfraternita dei Senesi der Kirche Santa Caterina da Siena, Rom, aufbewahrt werden